# Anne Østerud
Pour les articles homonymes, voir Østerud.
Anne Østerud, née le 23 avril 1964 à Lørenskog, en Norvège, est une monteuse norvégienne.

## Filmographie

### Comme monteuse
- 1995 : Sort hjerte
- 1996 : Per Kirkeby - vinterbillede
- 1996 : Pusher
- 1998 : Vildspor
- 1999 : Bror, min bror
- 1999 : Bleeder
- 2001 : Se mig nu
- 2002 : Ulvepigen Tinke
- 2003 : Inside Job (Fear X)
- 2003 : Nu
- 2003 : Små skred
- 2004 : Løvinden (TV)
- 2004 : Lad de små børn...
- 2004 : Pusher 2 : Du sang sur les mains
- 2005 : Pusher 3 : L'Ange de la mort
- 2006 : Mit Danmark
- 2006 : Johnny Was
- 2006 : Sophie
- 2006 : Kunsten at Græde i Kor (L'Art de pleurer en chœur)
- 2006 : Istedgade
- 2007 : With Your Permission (Til døden os skiller)
- 2007 : Hospitalsbørn
- 2008 : Det som ingen ved
- 2008 : To verdener
- 2008 : En forelskelse
- 2009 : Millénium (Män som hatar kvinnor)
- 2009 : Drømme i København
- 2009 : Out of Love (Ønskebørn)
- 2010 : En familie
- 2010 : Millénium (Millennium) (série TV)
- 2010 : Picnic (Udflugt)
- 2011 : Room 304 (Værelse 304)
- 2012 : Hemmeligheden
- 2012 : La Chasse (Jagten)
- 2012 : Hemmeligheden
- 2013 : I Am Yours (Jeg er din)
- 2014 : Someone You Love (En du elsker)
- 2014 : Speed Walking (Kapgang)
- 2014 : Silent Heart (Stille hjerte)
- 2015 : 15 Minutes - The Dvor Massacre ( Massakren i Dvor)
- 2016 : La Communauté (Kollektivet)
- 2016 : Parents (Forældre)
- 2016 : Hjartasteinn
- 2017 : What Will People Say (Hva vil folk si)
- 2019 : Ser du månen, Daniel de Niels Arden Oplev
- 2020 : Drunk (Druk) de Thomas Vinterberg
- 2022 : Rose de Niels Arden Oplev

## Récompenses et distinctions
- (en) « Anne Østerud : Awards » sur l'Internet Movie Database